# Arrondissement Dole
Arrondissement Dole je francouzský arrondissement ležící v departementu Jura v regionu Franche-Comté. Člení se dále na 10 kantonů a 125 obcí.

## Kantony
- Chaussin
- Chemin
- Dampierre
- Dole-Nord-Est
- Dole-Sud-Ouest
- Gendrey
- Montbarrey
- Montmirey-le-Château
- Rochefort-sur-Nenon
- Villers-Farlay